# 제15통신여단
제15통신여단(15th Signal Brigade)은 포트 고든에 있는 미국 육군 통신대의 교육훈련여단이다. 현재 사이버 CoE의 훈련부대로서 예속되어 있다.

## 역사
1940년 11월 30일, Army of the United States 소속 제15통신근무대대로 구상되어 12월 1일에 뉴저지주 포트 몬마우스에서 활동을 개시하였다. 이듬해 1941년 9월 15일에 연대로 재편성되었다. 1942년 12월, 미국이 제2차 세계 대전에 참전하기로 결정하자, 전쟁부는 제15통신근무연대를 교육훈련부대로 지정하였고, 그에 따라 12월 14일에" 제15통신훈련연대"로 개명되었다. 5월 31일까지 포트 몬마우스를 거쳐간 통신부대에 육군 통신을 교육
1986년 월9 23일, 정규군 소속 제15통신여단에서 조지아주 포트 고든에서 재소집되었고, 훈련교리사령부로 넘겨졌다.
2014년 2월 24일, 포트 고든분견대가 소집되어 제15통신여단이 행정관리하는 제73병기대대의 배속부대로 지정되었다.

## CoE

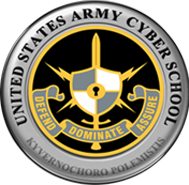
사이버학교의 앰블럼

| - 사이버학교 - 통신학교 - CCoE NCOA - 본부 Branch - 알파 Branch - 브라보 Branch - 찰리 Branch | - 제15통신여단 - 제73통신대대 - 제359통신대대 - 제442통신대대 - 제551통신대대 - 사이버훈련대대 - 제73병기대대, 포트 고든 분견대; 2014년 2월 24일, 소집됨. |

## 계보
- 1940년 11월 30일, 15th Signal Service Battalion
Army of the United States
→제15통신근무대대
- 1941년 9월 15일, 15th Signal Service Regiment
→제15통신근무연대
- 1942년 12월 14일, 15th Signal Training Regiment
→제15통신훈련연대
- 1986년 월9 23일, Headquarters and Headquarters Detachment, 15th Signal Brigade
정규군
→제15통신여단, 본부 및 본부분견대

## 참고
1. 1 2  “Ordnance Training Detachment - Gordon, 73rd Ordnance Battalion”. 《United States Army Ordnance Corps》 (영어). 2023년 6월 9일에 원본 문서에서 보존된 문서. 2023년 5월 29일에 확인함.